# Mayra Rosales
Mayra Lizbeth Rosales (La Joya, Hidalgo, 1980-McAllen, Texas, 16 de febrero de 2024), más conocida como Mayra Rosales, fue una de las personas más obesas del mundo. Llegó a pesar 470 kg. Saltó a la fama en 2008 cuando su hermana fue encarcelada por el asesinato de su sobrino de dos años, un asesinato que Rosales había confesado falsamente haber cometido. Decidió recuperar su vida para obtener la custodia de sus sobrinos, quienes no tenían padres que los cuidaran.

## Incidente de 2008
En marzo de 2008, en La Joya, Texas, Eliseo Rosales Jr. fue llevado al hospital sufriendo problemas respiratorios y un grave traumatismo craneoencefálico, del cual murió más tarde. Su tía, Mayra Lizbeth Rosales, fue arrestada bajo sospecha de asesinato. Rosales inicialmente asumió la responsabilidad de su muerte, alegando que se había caído y accidentalmente lo aplastó con su mano derecha. Sin embargo, el personal médico pronto estableció que Eliseo había muerto por un traumatismo masivo contundente. Jamie Lee Rosales, madre del niño y hermana de Mayra Rosales, también fue detenida bajo la acusación de causar daño a un niño, y de no protegerlo.

## Hechos posteriores y juicio
Durante el período previo a su juicio, se determinó que Rosales no pudo haber causado el tipo de lesión que mató a Eliseo al caer sobre él. Las lesiones solo pudieron haber sido causadas por un ataque directo y deliberado en la cabeza. El abogado defensor de Rosales, Sergio Valdez, dijo que la inmovilización por el peso de Rosales no le hubiera permitido llevar a cabo un ataque.
En el juicio por asesinato, Rosales reveló que ella había inventado la historia para proteger a su hermana, a quien acusó de abusar físicamente de Eliseo regularmente. En este caso particular, Jamie Lee había golpeado con un cepillo del pelo a Eliseo por negarse a comer. Cuando los paramédicos llegaron, Rosales aceptó asumir la culpa de haber causado las lesiones a su sobrino.
Jamie Lee Rosales huyó cuando su hermana reveló la verdad, pero regresó a Texas dos años después tras ser encontrada en Veracruz por un detective privado contratado por un medio de comunicación estadounidense durante la creación de un documental sobre el caso. Fue condenada a quince años de cárcel por causar la muerte del niño.

## Atención de los medios
Rosales fue objeto de intensa atención de los medios, tanto por la muerte de su sobrino, como por su enorme peso. En ese momento, llevaba dos años sin levantarse de la cama y se mostraba reacia a tal atención, aunque expresó su interés en obtener la custodia de los hijos restantes de su hermana huida, pero que no podría hacerlo así postrada. Numerosos especialistas se acercaron con ofertas de ayuda y apoyo. 
En 2012, la cadena de televisión estadounidense TLC emitió un documental titulado Half-Ton Killer?, posteriormente transmitido a través de la emisora británica Channel 4, en que se informaba que Rosales había recibido tratamiento del doctor Younan Nowzaradan en su clínica de Houston donde, bajo su supervisión, había perdido treinta y dos kilos en preparación para someterse a un cirugía de bypass gástrico.
En 2013, Rosales declaró en el programa de televisión Sábado gigante que había perdido 363 kg y que ahora mantenía una relación romántica. En 2016 se casó con Carlos De La Rosa. El matrimonio vivía tranquilamente en Sullivan City, Texas donde ella murió el 16 de febrero de 2024.